# Grabowo (Mrągowo)
Grabowo [ɡraˈbɔvɔ] (deutsch Grabowen, 1938 bis 1945 Grabenhof) ist ein Dorf in der polnischen Woiwodschaft Ermland-Masuren. Es gehört zur Gmina Mrągowo (Landgemeinde Sensburg) im Powiat Mrągowski (Kreis Sensburg).

## Geographische Lage
Grabowo liegt in der südlichen Mitte der Woiwodschaft Ermland-Masuren, neun Kilometer südwestlich der Kreisstadt Mrągowo (deutsch Sensburg).

## Geschichte
Der kleine Masurische Ort Grabowen wurde 1554 gegründet und bestand aus dem Dorf sowie einem 1,25 Kilometer weiter nördlich gelegenen Gut. Mit den Wohnplätzen Freynowen (1938 bis 1945 Freihof, polnisch Dobroszewo), Krzossowen (1938 bis 1945 Kreuzeck, polnisch Krzesowo (Krzosowo)) und Neu Grabowen (1938 bis 1945 Neugrabenhof, polnisch Głazowo) wurde Grabowen 1874 ein Amtsdorf und damit namensgebend für einen Amtsbezirk, der bis 1945 bestand und zum Kreis Sensburg im Regierungsbezirk Gumbinnen (ab 1905: Regierungsbezirk Allenstein) in der preußischen Provinz Ostpreußen gehörte. 
Aufgrund der Bestimmungen des Versailler Vertrags stimmte die Bevölkerung in den Volksabstimmungen in Ost- und Westpreussen am 11. Juli 1920 über die weitere staatliche Zugehörigkeit zu Ostpreußen (und damit zu Deutschland) oder den Anschluss an Polen ab. In Grabowen stimmten 400 Einwohner für den Verbleib bei Ostpreußen, auf Polen entfielen keine Stimmen.
Am 3. Juni (amtlich bestätigt am 16. Juli) 1938 wurde Grabowen aus politisch-ideologischen Gründen der Abwehr fremdländisch scheinender Ortsnamen in „Grabenhof“ umbenannt.
In Kriegsfolge kam das Dorf 1945 mit dem gesamten südlichen Ostpreußen zu Polen und erhielt die polnische Namensform „Grabowo“. Es ist heute Sitz eines Schulzenamtes (polnisch Sołectwo) und somit eine Ortschaft im Verbund der Gmina Mrągowo (Landgemeinde Sensburg) im Powiat Mrągowski (Kreis Sensburg), bis 1998 der Woiwodschaft Olsztyn (Allenstein), seither der Woiwodschaft Ermland-Masuren zugehörig.

### Amtsbezirk Grabowen/Grabenhof (1874–1945)
Der Amtsbezirk Grabowen, der 1938 in „Amtsbezirk Grabenhof“ umbenannt wurde, bestand 71 Jahre:
| Name        | Geänderter Name (1938 bis 1945) | Polnischer Name |
| ----------- | ------------------------------- | --------------- |
| Grabowen    | Grabenhof                       | Grabowo         |
| Karwen      |                                 | Karwie          |
| Krummendorf |                                 | Krzywe          |

### Einwohnerentwicklung Grabowen/Grabenhof
| Jahr | Zahl der Einwohner |
| ---- | ------------------ |
| 1867 | 576                |
| 1885 | 605                |
| 1905 | 569                |
| 1910 | 548                |
| 1933 | 573                |
| 2011 | 368                |

## Kirche

### Evangelische Kirche
Grabowen resp. Grabenhof war bis 1945 in die evangelische Pfarrkirche Sensburg in der Kirchenprovinz Ostpreußen der Kirche der Altpreußischen Union eingegliedert. Auch heute besteht der Bezug zu dem jetzt St.-Trinitatis-Kirche Mrągowo genannten Gotteshaus, das nun zur Diözese Masuren der Evangelisch-Augsburgischen Kirche in Polen gehört.

### Katholische Kirche
Katholischerseits war Grabowen/Grabenhof vor 1945 in die römisch-katholische Kirche St.-Adalbert in Sensburg im Bistum Ermland eingepfarrt. Heute besteht in Grabowo eine eigene Pfarrei, die den Namen der Ordensgründerin und Missionarin Teresa Ledóchowska trägt und in das Dekanat Mrągowo II im Erzbistum Ermland der polnischen katholischen Kirche zugehört. Angeschlossen an die Pfarrei Grabowo sind die Filialgemeinden Dłużec (Langendorf) und Gant (Ganthen).

## Verkehr
Grabowo liegt verkehrsgünstig an der Woiwodschaftsstraße 600, die die Kreisstädte Mrągowo (Sensburg) und Szczytno (Ortelsburg) mit ihren Regionen verbindet. Eine Nebenstraße führt von Janowo (Jannowen, 1928 bis 1945 Heinrichsdorf) an der polnischen Landesstraße 16 (frühere deutsche Reichsstraße 127) direkt in den Ort. Eine Bahnanbindung besteht nicht.